# هوار ملا محمد
هوار ملا محمد طاهر زيباري من مواليد 1 يونيو 1981 في الموصل العراق، وهو لاعب كرة قدم عراقي من القومية الكردية وهو يعتبر من أفضل اللاعبين في العراق قديماً.
بدأ هوار مسيرته مع نادي الموصل في عام 1998 وهو بعمر 17 سنة، وبعدها انتقل إلى بغداد ليلعب مع نادي القوة الجوية، وبدأ باللعب مع نادي القوة الجوية منذ عام 2000 وحتى عام 2005. وفي عام 2003 أستدعي هوار ملا محمد من قبل المدير الفني للمنتخب الأولمبي العراقي عدنان حمد ليمثل منتخب بلاده لكرة القدم. ومن ثم قام المدرب عدنان حمد بضم هوار إلى منتخب العراق، وفاز مع المنتخب في أول مباراة دولية له أمام منتخب السعودية لكرة القدم في تصفيات كأس العالم لكرة القدم 2002.
وفي موسم 2005/2006 لعب هوار ملا محمد مع نادي الأنصار اللبناني.
في فبراير 2007 قام بالتعاقد مع نادي العين الامارتي في عقد مدته 6 شهور، وبعد انتهاء عقده مع نادي العين الإماراتي. قام بالتعاقد مع نادي الخور القطري.
ولعب في نادي القوة الجوية العراقي قبل الاعتزال.

## كأس الخليج 2007
و قد سجل هدف في مرمى منتخب قطر لكرة القدم، وقد سجل هدف في مرمى منتخب البحرين لكرة القدم.، وهو الآن معتزل كرة القدم

## كأس آسيا

### كأس آسيا 2004
و قد سجل هدف في مرمى منتخب تركمانستان لكرة القدم.

### كأس آسيا 2007
و قد سجل هدف في مرمى منتخب أستراليا لكرة القدم.
هو أخو اللاعب هلكورد ملا محمد.

## وصلات خارجية
- Fan site
- هوار ملا محمد على موقع الاتحاد الدولي (مؤرشف)  (الإنجليزية)
- هوار ملا محمد على موقع قاعدة بيانات كرة القدم.إي يو (الإنجليزية)
- هوار ملا محمد على موقع ناشيونال فوتبول تيمز (الإنجليزية)
- هوار ملا محمد على موقع Soccerway.com (الإنجليزية)
- هوار ملا محمد على موقع عالم كرة القدم.نت (الإنجليزية)
- هوار ملا محمد على موقع أوليمبيديا (الإنجليزية)
- Profile on Goal.com